# Mia Talerico
Mia Talerico (Santa Barbara (Californië), 17 september 2008) is een Amerikaans actrice, bekend om haar vertolking van de titelrol 'Charlie Duncan' in de Disneyserie Good Luck Charlie. Zij werd in 2009 gecast voor de rol toen ze nog maar acht maanden oud was. De opnamen begonnen later dat jaar. Talerico was op dat moment elf maanden oud.
In 2013 werd Talerico bedreigd op Instagram, waar zij een account heeft dat door haar moeder wordt beheerd.

## Filmografie
- 2010-2014 Good Luck Charlie - 100 afleveringen
- 2011 Good Luck Charlie, It's Christmas!, film
- 2015 Shadow Theory, korte film